# Hierococcyx vagans
Hierococcyx vagans е вид птица от семейство Cuculidae. Видът е почти застрашен от изчезване.

## Разпространение
Видът е разпространен в Бруней, Индонезия, Лаос, Малайзия, Мианмар и Тайланд.